# David Doubilet
David Doubilet (* 28. November 1946 in New York City) ist ein US-amerikanischer Unterwasserfotograf und Autor.

## Leben
Doubilet begann mit der Unterwasserfotografie im Alter von 12 Jahren und verbrachte später die Sommerferien mit seiner zum Teil selbstgebastelten Unterwasserausrüstung am Meer. 1970 schloss er das College of Communication der Boston University ab. In der Folgezeit arbeitete er als Taucher und Fotograf für die Sandy Hook Marine Laboratories in New Jersey. Während seiner Arbeit als Tauchlehrer in der Karibik und auf den Bahamas begann er die Schönheiten des Meeres und des Lebens im Meer fotografisch festzuhalten. In dieser Zeit erfand er eine Kamera mit geteilten Linsen (split lens camera), die Aufnahmen mit unterschiedlichen Brennweiten gleichzeitig oberhalb und unterhalb des Wasserspiegels ermöglichte.
Die beiden Weltraumsonden Voyager I und Voyager II haben jeweils eine Voyager Golden Record an Bord, die als Bild Nr. 55 ein Unterwasserfoto von David Doubilet zeigen.
Im National Geographic Magazine erschienen bisher mehr als 65 Artikel von Doubilet zusammen mit seinen Fotografien. Ferner veröffentlichte er eine Anzahl von Büchern und Bildbänden. Er lebt in Clayton (New York) und in Dekolder, Südafrika.
Im Jahre 2019 erhielt er die Auszeichnung Wildlife Photographer of the Year in der Kategorie Unter Wasser.

## Veröffentlichungen
- Light in the Sea. Thomasson Grant, Charlottesville, Virginia, USA 1989, ISBN 0-934738548.
- Australiens Great Barrier Reef. National Geographic, Hamburg 2002, ISBN 3-934385-83-4.
- The Last Caribbean Refuge.
- Water Light Time. Phaidon, London 2006, ISBN 0-714846058.